# Henri Alfred Darjou
Henri Alfred Darjou (París, 1832-París, 1874) fue un pintor y dibujante francés.

## Biografía

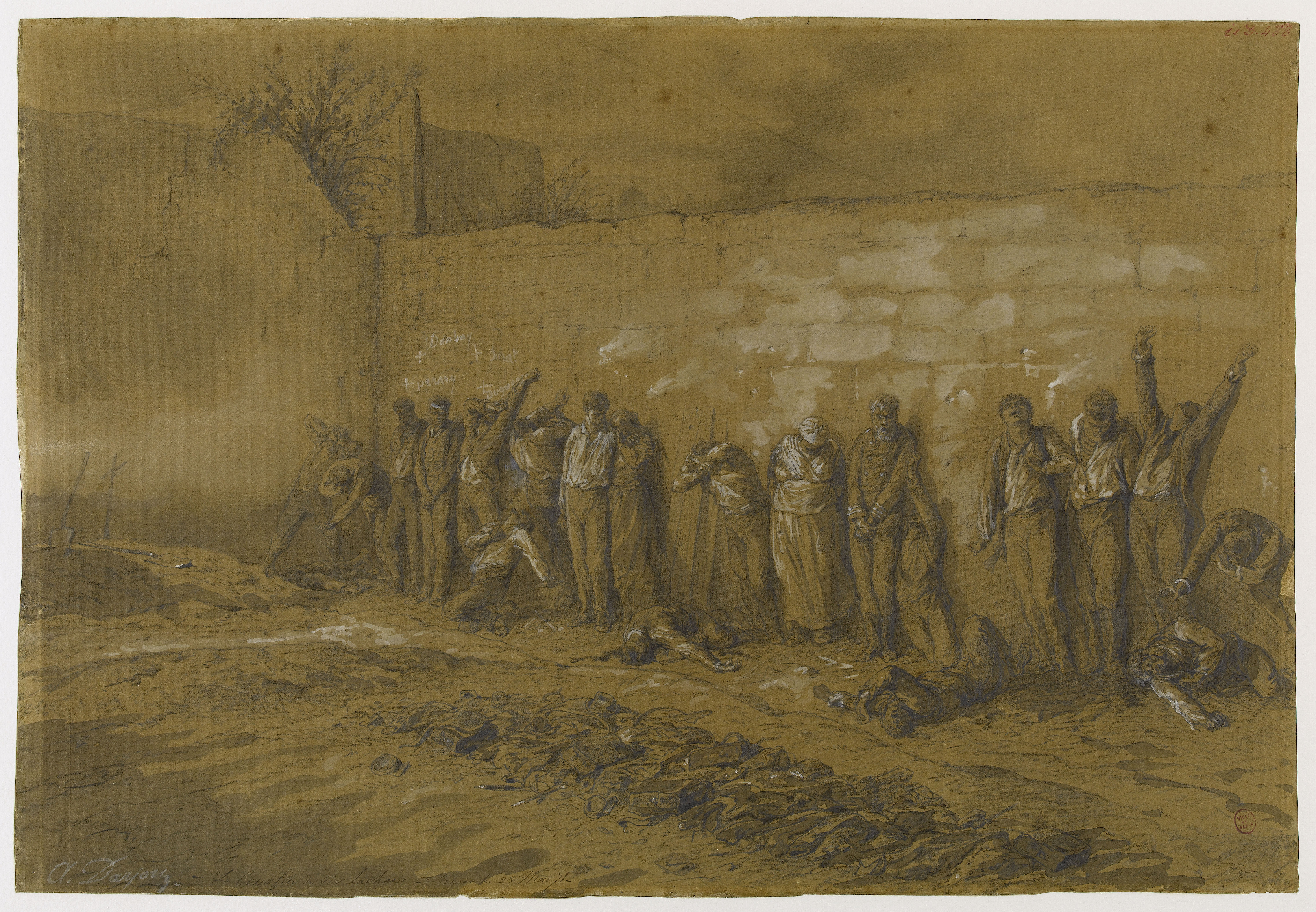
Muro de los Federados, en el Cementerio del Père Lachaise.

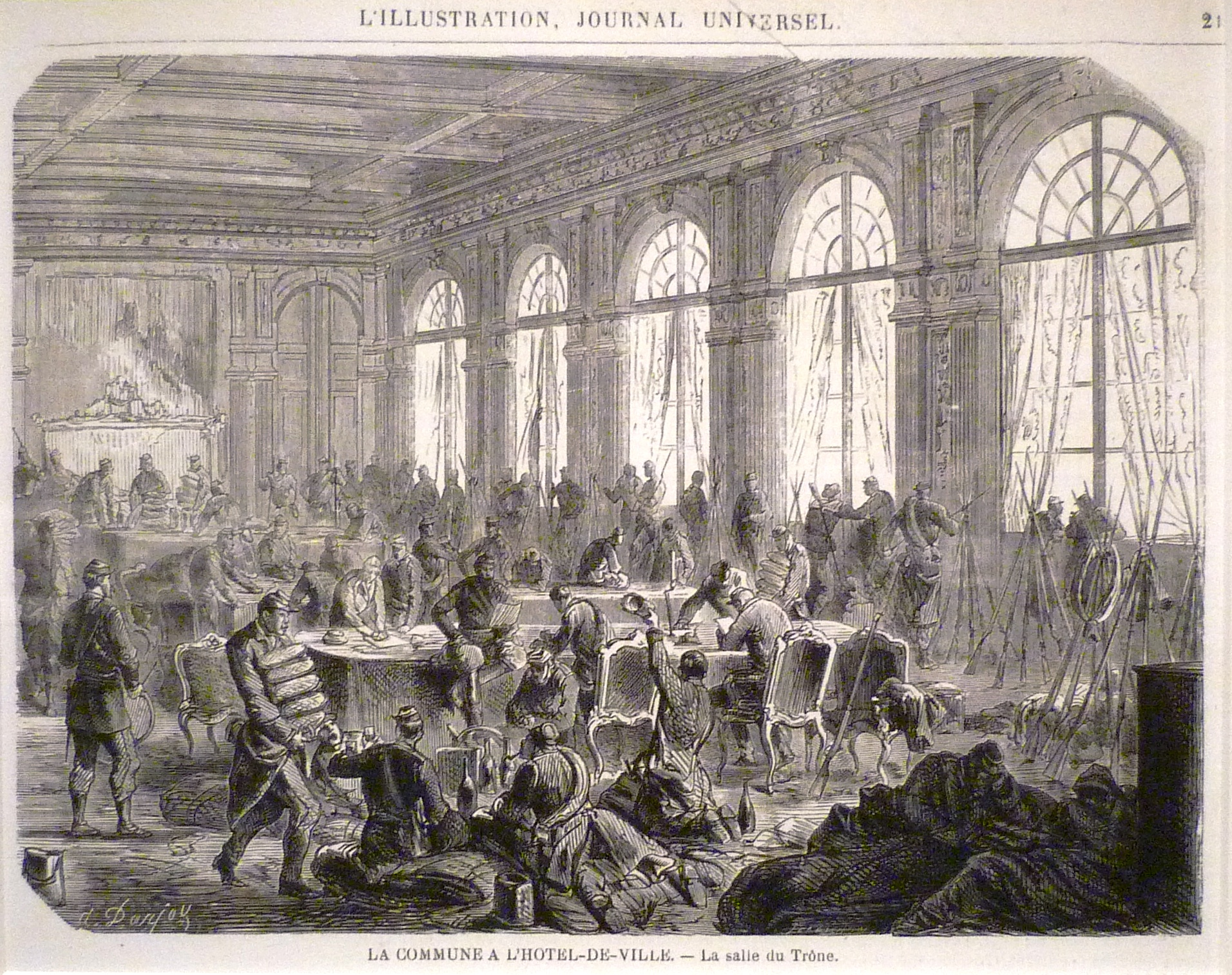
Hôtel de Ville durante la Comuna de París, en L'Illustration.

Nacido en 1832 en París, era hijo de Victor Darjou, un pintor de retratos de cierta habilidad. Su educación artística corrió a cuenta de su padre y de Léon Cogniet. Exhibió por primera vez en el Salón de 1853, momento a partir del cual seguiría enviando pinturas, que eran en su mayor parte de temática de género. Sus pinturas tuvieron menos importancia en su reputación que los numerosos diseños que hizo para L'Illustration y Le Monde Illustré. También publicó dibujos en Le Journal Amusant, a lo largo de la década de 1860, así como ilustró la Comuna de París y el libro Le Caire et la Haute Egypte. Falleció en París en 1874.